# Intermediate Cold Wet Boots
Intermediate Cold Wet Boots (ICWB; tzw. "Bośniaki") - obuwie zimowe US Army i USMC

## Historia

### Nowy projekt
W roku 1988 US Army ze współpracą z USMC rozpoczęło projekt lekkiego obuwia zimowego. Nowe obuwie miało wypełnić lukę pomiędzy Combat Boots, a ciężkim obuwiem zimowym Extreme Cold Vapor Barrier (tzw. Mickey Boots). Klasyczne Combat Boots miało znikomą skuteczność w zimowych warunkach, a Mickey Boots bardzo słabo oddychały. ICWB wprowadzono do użytku w początkach lat 90.

### Nowa wersja ICWB
W roku 2001 wprowadzono wyjmowaną wkładkę ocieplającą z tkaniny Thinsulate, która wcześniej była wszyta na stałe razem z membraną Gore-Tex. Podczas użytkowania butów wkładka nasiąkała potem oraz wodą co niszczyło ją jak i membranę. W nowej wersji można było wymieniać zużytą wkładkę na nową.

### Tan ICW Boots
Wraz z wycofywaniem z armii amerykańskiej Combat Boots (zastępowane obecnie przez Army Combat Boots), wprowadza się też nowe Tan ICWB w miejsce czarnych ICWB.
Tan ICWB od klasycznych czarnych różnią się tylko kolorem buta oraz kolorem wkładek Thinsulate - szare zamiast żółtych.

## Budowa
Buty są wykonane z czarnej skóry, posiadają membranę Gore-Tex. Podeszwa Vibram.

## Użytkowanie
ICWB swój "chrzest bojowy" przeszły podczas USAREUR w Bośni, stąd przydomek "bośniaki". ICWB jest zazwyczaj noszone wraz z zimowym umundurowaniem ECWCS.